# Wilhelm Cohn
Wilhelm Cohn (en hebreu: וילהלם קוהן), (Berlín, 6 de febrer de 1859, – Charlottenburg, 17 d'agost de 1913) fou un jugador d'escacs jueu d'Alemanya.

## Resultats destacats en competició
Va participar en alguns dels més forts torneigs de la seva època. El setembre de 1897, empatà als llocs 13è-14è a Berlín (el campió fou Rudolf Charousek). El 1898, assolí el millor resultat de la seva carrera en torneigs internacionals, en empatar als llocs 2n-4t, amb Mikhaïl Txigorin i Charousek a Colònia (11è Congrés de la DSB; el campió fou Amos Burn). El 1899, empatà als llocs 10è-11è a Londres (el campió fou Emanuel Lasker). El 1900, fou 6è a Múnic (12è Congrés de la DSB; els guanyadors foren Geza Maroczy, Harry Pillsbury i Carl Schlechter). El 1902, fou 13è a Hannover (13è Congrés de la DSB; el campió fou Dawid Janowski).
Va guanyar diversos torneigs "B", més adequats a la seva categoria real, a Berlín 1893, Leipzig 1894, Hastings 1895, Eisenach 1896, i Berlín 1908, i fou 3r a Barmen 1905 (rere Leo Forgacs i Rudolf Swiderski. Empatà als llocs 2n-3r, rere Carl Ahues, a Berlín 1911.

## Matxs
Cohn va jugar alguns matxs contra jugadors rellevants a l'Alemanya de l'època. Va perdre contra Carl Walbrodt el 1894, i contra Erhardt Post el 1910.

## Rànquing mundial
El seu millor rànquing Elo s'ha estimat en 2645 punts, pel novembre de 1898, moment en què tenia 39 anys, cosa que el situaria en setzè lloc mundial en aquella data. Segons chessmetrics, va ser el tretzè millor jugador mundial durant 4 mesos, entre el setembre i el desembre de 1900.